# 萨尔萨德塔霍
萨尔萨德塔霍，是西班牙卡斯蒂利亚-拉曼恰昆卡省的一个市镇。总面积46平方公里，总人口253人（2001年），人口密度6人/平方公里。